# 2. Biathlon-Weltcup 2021/22 (Östersund)
Der 2. Weltcup der Biathlon-Saison 2021/22 fand wie schon in der Vorwoche im schwedischen Östersund statt. Damit war Östersunds skidstadion im Jahr 2021 insgesamt Austragungsort von drei Biathlon-Weltcups, da schon im März ein Weltcup in Östersund stattfand. Die Wettkämpfe wurden zwischen dem 29. November und 5. Dezember 2021 ausgetragen.

## Wettkampfprogramm
| Datum        | Frauen    | Frauen             | Männer    | Männer               |
| ------------ | --------- | ------------------ | --------- | -------------------- |
| Do, 02.12.21 | 13:45 Uhr | Sprint (7,5 km)    | 16:30 Uhr | Sprint (10 km)       |
| Sa, 04.12.21 | 13:00 Uhr | Verfolgung (10 km) | 15:10 Uhr | Staffel (4 • 7,5 km) |
| So, 05.12.21 | 12:35 Uhr | Staffel (4 • 6 km) | 15:15 Uhr | Verfolgung (12,5 km) |

## Teilnehmende Nationen und Athleten
| Nation                 | Anzahl               | Athlet | Athletin |
| Europa (25 Nationen)   | Europa (25 Nationen) | Europa (25 Nationen)                                                                                                   | Europa (25 Nationen) |
| ---------------------- | -------------------- | --- | --- |
| Belarus                | 5+5                  | Sergei Botscharnikow, Mikita Labastau, Dsmitryj Lasouski, Anton Smolski, Maksim Warabej                                | Dsinara Alimbekawa, Irina Krutschinkina, Jelena Krutschinkina, Iryna Leschtschanka, Hanna Sola                                   |
| Belgien                | 4+1                  | César Beauvais, Florent Claude, Tom Lahaye-Goffart, Thierry Langer                                                     | Lotte Lie |
| Bulgarien              | 4+(4)                | Dimitar Gerdschikow, Wladimir Iliew, Anton Sinapow, Blagoj Todew                                                       | Lora Christowa (nur Staffel), Daniela Kadewa, Marija Sdrawkowa, Milena Todorowa                                                  |
| Deutschland            | 6+6                  | Benedikt Doll, Philipp Horn, Johannes Kühn, Erik Lesser, Philipp Nawrath, Roman Rees                                   | Denise Herrmann, Janina Hettich, Vanessa Hinz, Franziska Preuß, Vanessa Voigt, Anna Weidel                                       |
| Estland                | (4)+4                | Kalev Ermits, Raido Ränkel, Kristo Siimer (nur Staffel), Rene Zahkna                                                   | Susan Külm, Regina Oja, Johanna Talihärm, Tuuli Tomingas                                                                         |
| Finnland               | 4+4                  | Tuomas Harjula, Olli Hiidensalo, Heikki Laitinen, Tero Seppälä                                                         | Mari Eder, Erika Jänkä, Nastassja Kinnunen, Suvi Minkkinen                                                                       |
| Frankreich             | 6+6                  | Fabien Claude, Simon Desthieux, Quentin Fillon Maillet, Antonin Guigonnat, Émilien Jacquelin, Éric Perrot              | Anaïs Bescond, Justine Braisaz-Bouchet, Chloé Chevalier, Anaïs Chevalier-Bouchet, Caroline Colombo, Julia Simon                  |
| Italien                | 5+5                  | Didier Bionaz, Thomas Bormolini, Tommaso Giacomel, Lukas Hofer, Dominik Windisch                                       | Hannah Auchentaller, Michela Carrara, Samuela Comola, Lisa Vittozzi, Dorothea Wierer                                             |
| Kroatien               | 1+1                  | Krešimir Crnković | Anika Kožica |
| Lettland               | (4)+3                | Renārs Birkentāls (nur Staffel), Edgars Mise, Aleksandrs Patrijuks, Roberts Slotiņš                                    | Baiba Bendika, Sanita Buliņa, Annija Sabule                                                                                      |
| Litauen                | 4+2                  | Linas Banys, Karol Dombrovski, Tomas Kaukėnas, Vytautas Strolia                                                        | Natalija Kočergina, Gabrielė Leščinskaitė                                                                                        |
| Moldau                 | (4)+2                | Pawel Magasejew, Maxim Makarow (nur Staffel), Andrei Ussow (nur Staffel), Michail Ussow                                | Aljona Iwanowa, Alina Stremous                                                                                                   |
| Norwegen               | 6+6                  | Sivert Guttorm Bakken, Johannes Thingnes Bø, Tarjei Bø, Vetle Sjåstad Christiansen, Johannes Dale, Sturla Holm Lægreid | Tiril Eckhoff, Emilie Ågheim Kalkenberg, Karoline Offigstad Knotten, Ida Lien, Marte Olsbu Røiseland, Ingrid Landmark Tandrevold |
| Österreich             | 5+5                  | Julian Eberhard, Simon Eder, David Komatz, Felix Leitner, Magnus Oberhauser                                            | Lisa Hauser, Anna Juppe, Christina Rieder, Julia Schwaiger, Dunja Zdouc                                                          |
| Polen                  | 4+4                  | Grzegorz Guzik, Andrzej Nędza-Kubiniec, Przemysław Pancerz, Łukasz Szczurek                                            | Monika Hojnisz-Staręga, Anna Mąka, Kinga Zbylut, Kamila Żuk                                                                      |
| Rumänien               | (4)+(4)              | George Buta, Raul Flore, Cornel Puchianu (nur Staffel), Dmitri Schamajew                                               | Ana Cotruș (nur Staffel), Jelena Tschirkowa (nur Staffel), Anastassija Tolmatschowa, Natalja Uschkina                            |
| Russland               | 6+6                  | Said Karimulla Chalili, Eduard Latypow, Alexander Loginow, Alexander Powarnizyn, Daniil Serochwostow, Wassili Tomschin | Irina Kasakewitsch, Larissa Kuklina, Swetlana Mironowa, Uljana Nigmatullina, Kristina Reszowa, Walerija Wasnezowa                |
| Schweden               | 6+6                  | Oskar Brandt, Peppe Femling, Jesper Nelin, Martin Ponsiluoma, Sebastian Samuelsson, Malte Stefansson                   | Mona Brorsson, Anna Magnusson, Elvira Öberg, Hanna Öberg, Linn Persson, Johanna Skottheim                                        |
| Schweiz                | 4+5                  | Joscha Burkhalter, Niklas Hartweg, Sebastian Stalder, Benjamin Weger                                                   | Amy Baserga, Aita Gasparin, Elisa Gasparin, Selina Gasparin, Lena Häcki                                                          |
| Serbien                | 1                    | Damir Rastić | |
| Slowakei               | (4)+(4)              | Matej Baloga (nur Staffel), Tomáš Hasilla, Michal Šíma, Tomáš Sklenárik                                                | Ivona Fialková, Paulína Fialková, Mária Remeňová, Zuzana Remeňová (nur Staffel)                                                  |
| Slowenien              | 5+3                  | Klemen Bauer, Miha Dovžan, Jakov Fak, Lovro Planko, Rok Tršan                                                          | Polona Klemenčič, Živa Klemenčič, Nika Vindišar                                                                                  |
| Tschechien             | 5+5                  | Vítězslav Hornig, Mikuláš Karlík, Michal Krčmář, Jakub Štvrtecký, Adam Václavík                                        | Lucie Charvátová, Markéta Davidová, Jessica Jislová, Eva Puskarčíková, Tereza Vinklárková                                        |
| Ukraine                | 5+5                  | Anton Dudtschenko, Taras Lessjuk, Dmytro Pidrutschnyj, Artem Pryma, Bohdan Zymbal                                      | Olena Bilossjuk, Darija Blaschko, Julija Dschyma, Walentyna Semerenko, Wita Semerenko                                            |
| Vereinigtes Königreich | 1                    | | Amanda Lightfoot |
| Amerika (2 Nationen)   |                      | | |
| Kanada                 | 4+4                  | Jules Burnotte, Christian Gow, Scott Gow, Adam Runnalls                                                                | Sarah Beaudry, Emma Lunder, Nadia Moser, Benita Peiffer                                                                          |
| Vereinigte Staaten     | 4+4                  | Jake Brown, Sean Doherty, Leif Nordgren, Paul Schommer                                                                 | Susan Dunklee, Clare Egan, Deedra Irwin, Joanne Reid                                                                             |
| Asien (4 Nationen)     |                      | | |
| Japan                  | (4)+4                | Tsukasa Kobonoki, Shohei Kodama (nur Staffel), Kōsuke Ozaki, Mikito Tachizaki                                          | Asuka Hachisuka, Sari Maeda, Fuyuko Tachizaki, Yurie Tanaka                                                                      |
| Kasachstan             | (4)+(4)              | Danil Belezki (nur Staffel), Ässet Düissenow (nur Staffel), Wladislaw Kirejew, Alexander Muchin                        | Jelisaweta Beltschenko, Darja Klimina, Anastassija Kondratjewa (nur Staffel), Galina Wischnewskaja-Scheporenko                   |
| Südkorea               | 1+(4)                | Timofei Lapschin | Jekaterina Awwakumowa, Ko Eun-jung (nur Staffel), Mun Ji-hee, Kim Seon-su                                                        |
| Volksrepublik China    | (4)+(5)              | Zhang Chunyu, Cheng Fangming, Yan Xingyuan, Zhu Zhenyu (nur Staffel)                                                   | Meng Fanqi, Tang Jialin, Zhang Yan (nur Staffel), Chu Yuanmeng, Ding Yuhuan                                                      |
| Ozeanien (2 Nationen)  |                      | | |
| Australien             | 1                    | | Darcie Morton |
| Neuseeland             | 1                    | Campbell Wright | |

## Ausgangslage
Als Führende des Gesamtweltcups gingen Markéta Davidová bei den Damen und die punktgleichen Simon Desthieux und Johannes Thingnes Bø bei den Herren an den  Start. In der deutschen Mannschaft ging bei den Männern Justus Strelow nach dem ersten Wochenende zurück in den IBU-Cup, für ihn kam Johannes Kühn in die Weltcupmannschaft. Bei den Frauen wechselte Juliane Frühwirt wieder in den IBU-Cup, alle anderen Athletinnen blieben. Während sich die Mannschaft bei den Schweizern und Österreichern nicht änderte, wurde in der italienischen Mannschaft Rebecca Passler nach zwei schwachen Rennen gegen Hannah Auchentaller getauscht.

## Ergebnisse
| 2. Weltcup in Östersund, 29. November bis 5. Dezember 2021 | 2. Weltcup in Östersund, 29. November bis 5. Dezember 2021 | 2. Weltcup in Östersund, 29. November bis 5. Dezember 2021                              | 2. Weltcup in Östersund, 29. November bis 5. Dezember 2021                       | 2. Weltcup in Östersund, 29. November bis 5. Dezember 2021                          |
| ---------------------------------------------------------- | ---------------------------------------------------------- | --------------------------------------------------------------------------------------- | -------------------------------------------------------------------------------- | ----------------------------------------------------------------------------------- |
| Datum                                                      | Disziplin                                                  | Erster Platz                                                                            | Zweiter Platz                                                                    | Dritter Platz                                                                       |
| 2. Dezember 2021 (Do.)                                     | Sprint (7,5 km)                                            | Lisa Hauser                                                                             | Elvira Öberg                                                                     | Hanna Sola                                                                          |
| 2. Dezember 2021 (Do.)                                     | Sprint (10 km)                                             | Sebastian Samuelsson                                                                    | Émilien Jacquelin                                                                | Quentin Fillon Maillet                                                              |
| 4. Dezember 2021 (Sa.)                                     | Verfolgung (10 km)                                         | Marte Olsbu Røiseland                                                                   | Anaïs Bescond                                                                    | Anaïs Chevalier-Bouchet                                                             |
| 4. Dezember 2021 (Sa.)                                     | Staffel (4 • 7,5 km)                                       | NorwegenSivert Guttorm Bakken Tarjei Bø Johannes Thingnes Bø Vetle Sjåstad Christiansen | FrankreichFabien Claude Émilien Jacquelin Simon Desthieux Quentin Fillon Maillet | RusslandSaid Karimulla Chalili Daniil Serochwostow Alexander Loginow Eduard Latypow |
| 5. Dezember 2021 (So.)                                     | Staffel (4 • 6 km)                                         | FrankreichAnaïs Bescond Anaïs Chevalier-Bouchet Julia Simon Justine Braisaz-Bouchet     | BelarusIryna Leschtschanka Dsinara Alimbekawa Jelena Krutschinkina Hanna Sola    | SchwedenLinn Persson Mona Brorsson Elvira Öberg Hanna Öberg                         |
| 5. Dezember 2021 (So.)                                     | Verfolgung (12,5 km)                                       | Vetle Sjåstad Christiansen                                                              | Sebastian Samuelsson                                                             | Émilien Jacquelin                                                                   |

## Verlauf

### Sprint

#### Frauen
Start: Donnerstag, 2. Dezember 2021, 13:45 Uhr
| Platz | Sportler                | Zeit    | Schießfehler |
| ----- | ----------------------- | ------- | ------------ |
| 1     | Lisa Hauser             | 19:30,2 | 0+0          |
| 2     | Elvira Öberg            | +12,5   | 1+1          |
| 3     | Hanna Sola              | +14,4   | 0+1          |
| 4     | Dsinara Alimbekawa      | +20,6   | 0+0          |
| 5     | Franziska Preuß         | +24,2   | 0+1          |
| 6     | Anaïs Chevalier-Bouchet | +27,8   | 0+1          |
| 7     | Linn Persson            | +34,4   | 0+0          |
| 8     | Chloé Chevalier         | +38,1   | 0+0          |
| 9     | Denise Herrmann         | +43,1   | 1+0          |
| 10    | Vanessa Voigt           | +44,4   | 0+0          |
| 0     |                         |         |              |
| 13    | Lisa Vittozzi           | +49,4   | 1+0          |
| 15    | Lena Häcki              | +53,2   | 0+0          |
| 16    | Dorothea Wierer         | +55,4   | 2+0          |
| 25    | Janina Hettich          | +1:13,4 | 0+0          |
| 30    | Lotte Lie               | +1:17,6 | 0+1          |
| 33    | Dunja Zdouc             | +1:22,5 | 0+0          |
| 44    | Julia Schwaiger         | +1:45,9 | 0+0          |
| 46    | Aita Gasparin           | +1:47,3 | 1+1          |
| 53    | Vanessa Hinz            | +1:56,7 | 2+0          |
| 55    | Selina Gasparin         | +1:58,2 | 1+1          |
| 59    | Anna Juppe              | +2:03,4 | 0+1          |
| 62    | Elisa Gasparin          | +2:09,1 | 0+2          |
| 71    | Amy Baserga             | +2:24,5 | 1+1          |
| 78    | Christina Rieder        | +2:33,5 | 1+0          |
| 81    | Hannah Auchentaller     | +2:37,2 | 0+1          |
| 97    | Samuela Comola          | +3:07,5 | 1+3          |
| 99    | Michela Carrara         | +3:20,7 | 3+2          |
| DNS   | Anna Weidel             |         |              |

Gemeldet: 116, nicht am Start: 2, nicht beendet: 1
Den zweiten Sprint der Saison konnte die Österreicherin Lisa Hauser gewinnen, die damit ihren dritten Weltcupsieg und ersten Sprint gewann. Elvira Öberg konnte wie schon in der Vorwoche Laufbestzeit erringen und wurde trotz zweier Fehlschüsse Zweite. Hanna Sola und Dsinara Alimbekawa erreichten die Ränge drei und vier. Mit Franziska Preuß, Denise Herrmann und Vanessa Voigt standen gleich drei deutsche Athletinnen unter den Top 10. Beste Schweizerin war nach fehlerfreiem Schießen Lena Häcki auf Platz 15, Lisa Vittozzi konnte als beste Italienerin Platz 13 erreichen.

#### Männer
Start: Donnerstag, 2. Dezember 2021, 16:30 Uhr
| Platz | Sportler                   | Zeit    | Schießfehler |
| ----- | -------------------------- | ------- | ------------ |
| 1     | Sebastian Samuelsson       | 22:58,7 | 1+0          |
| 2     | Émilien Jacquelin          | +18,0   | 0+1          |
| 3     | Quentin Fillon Maillet     | +21,5   | 0+1          |
| 4     | Eduard Latypow             | +26,1   | 0+0          |
| 5     | Vetle Sjåstad Christiansen | +31,1   | 0+1          |
| 6     | Sturla Holm Lægreid        | +40,5   | 0+0          |
| 7     | Lukas Hofer                | +42,3   | 0+0          |
| 8     | Tarjei Bø                  | +44,0   | 0+1          |
| 9     | Johannes Thingnes Bø       | +50,1   | 1+0          |
| 10    | Benjamin Weger             | +50,9   | 0+0          |
| 0     |                            |         |              |
| 12    | Johannes Kühn              | +54,8   | 0+1          |
| 14    | Benedikt Doll              | +56,7   | 0+1          |
| 18    | Roman Rees                 | +1:05,1 | 0+0          |
| 22    | Sebastian Stalder          | +1:17,1 | 0+0          |
| 25    | Tommaso Giacomel           | +1:20,3 | 0+2          |
| 27    | Simon Eder                 | +1:21,7 | 0+1          |
| 30    | Philipp Horn               | +1:23,5 | 1+0          |
| 32    | Thomas Bormolini           | +1:29,5 | 0+1          |
| 35    | Felix Leitner              | +1:31,4 | 1+0          |
| 36    | Thierry Langer             | +1:32,9 | 0+1          |
| 38    | Philipp Nawrath            | +1:36,0 | 0+3          |
| 48    | Erik Lesser                | +1:57,1 | 2+1          |
| 55    | Dominik Windisch           | +2:07,3 | 0+3          |
| 81    | Magnus Oberhauser          | +2:46,0 | 1+1          |
| 84    | Niklas Hartweg             | +2:52,9 | 1+3          |
| 104   | David Komatz               | +3:41,0 | 2+1          |
| 109   | Didier Bionaz              | +3:57,7 | 1+4          |
| 110   | Joscha Burkhalter          | +4:07,4 | 1+2          |
| DNF   | Julian Eberhard            |         |              |

Gemeldet: 117, nicht am Start: 2, nicht beendet: 1
Dank der schnellsten Laufzeit und nur einem Fehler konnte Sebastian Samuelsson in einem von den Franzosen und Norwegern dominierten Rennen seinen zweiten Weltcupsieg der Woche feiern. Einzig Eduard Latypow, ein wiedererstarkter Lukas Hofer und Benjamin Weger konnten weiterhin die Top 10 erreichen. Bester Deutscher konnte als Zwölfter Johannes Kühn bei seinem diesjährigen Weltcupeinstand werden, Simon Eder wurde als 27. wieder bester Österreicher. Außerdem konnten Sebastian Stalder als 22. und Tommaso Giacomel als 25. ihre jeweils besten Weltcupergebnisse erzielen. Julian Eberhard stürzte in einer Abfahrt schwer.

### Verfolgung

#### Frauen
Start: Samstag, 4. Dezember 2021, 13:00 Uhr
| Platz | Sportler                | Zeit    | Schießfehler |
| ----- | ----------------------- | ------- | ------------ |
| 1     | Marte Olsbu Røiseland   | 32:20,6 | 0+0+1+0      |
| 2     | Anaïs Bescond           | +4,8    | 0+0+0+0      |
| 3     | Anaïs Chevalier-Bouchet | +7,0    | 0+0+1+0      |
| 4     | Lisa Hauser             | +7,9    | 0+0+0+0      |
| 5     | Franziska Preuß         | +18,8   | 1+0+1+0      |
| 6     | Hanna Öberg             | +22,2   | 1+0+1+1      |
| 7     | Elvira Öberg            | +23,9   | 1+0+2+1      |
| 8     | Denise Herrmann         | +52,9   | 2+0+0+0      |
| 9     | Lena Häcki              | +57,6   | 0+1+0+0      |
| 10    | Dsinara Alimbekawa      | +58,7   | 2+0+0+1      |
| 0     |                         |         |              |
| 13    | Dorothea Wierer         | +1:23,2 | 0+1+1+0      |
| 19    | Lotte Lie               | +2:00,6 | 0+0+0+1      |
| 20    | Lisa Vittozzi           | +2:00,8 | 3+0+0+1      |
| 27    | Vanessa Voigt           | +2:30,8 | 0+2+0+1      |
| 29    | Janina Hettich          | +2:44,9 | 0+2+0+0      |
| 30    | Aita Gasparin           | +2:45,2 | 0+0+1+0      |
| 43    | Dunja Zdouc             | +3:59,6 | 1+0+2+0      |
| 45    | Vanessa Hinz            | +4:15,9 | 0+1+2+1      |
| 49    | Selina Gasparin         | +4:55,4 | 1+1+0+2      |
| 54    | Julia Schwaiger         | +5:39,4 | 0+1+2+1      |
| 57    | Anna Juppe              | +7:39,5 | 1+2+3+2      |

Gemeldet: 60, nicht am Start: 2
Die Sprintsiegerin Lisa Hauser konnte ihren Vorsprung trotz fehlerfreiem Schießens nicht in einen weiteren Sieg umwandeln, da sie in der Spur um einiges langsamer war. Davon konnte Marte Olsbu Røiseland profitieren und gewann das Rennen mit einem Schießfehler. Anaïs Bescond konnte seit fast zwei Jahren wieder einen Podestplatz erreichen, dieses komplettierte ihre Mannschaftskollegin Anaïs Chevalier-Bouchet. Franziska Preuß konnte dank guter Laufleistung den fünften Platz festigen, Denise Herrmann landete ebenfalls unter den Top 10. Auch Lena Häcki konnte als beste Schweizerin unter die besten Zehn laufen, beste Italienerin wurde Dorothea Wierer auf Platz 13. Den Gesamtweltcup konnte Hauser verteidigen und reiste damit im gelben Trikot nach Hochfilzen.

#### Männer
Start: Sonntag, 5. Dezember 2021, 15:15 Uhr
| Platz | Sportler                   | Zeit    | Schießfehler |
| ----- | -------------------------- | ------- | ------------ |
| 1     | Vetle Sjåstad Christiansen | 30:14,8 | 0+0+1+0      |
| 2     | Sebastian Samuelsson       | +9,8    | 1+1+1+1      |
| 3     | Émilien Jacquelin          | +11,0   | 0+0+2+1      |
| 4     | Michal Krčmář              | +51,5   | 0+0+1+0      |
| 5     | Tero Seppälä               | +52,1   | 1+0+0+0      |
| 6     | Simon Eder                 | +52,2   | 0+0+0+0      |
| 7     | Tommaso Giacomel           | +52,5   | 0+1+0+0      |
| 8     | Johannes Thingnes Bø       | +1:00,1 | 1+2+0+0      |
| 9     | Antonin Guigonnat          | +1:02,3 | 1+0+0+1      |
| 10    | Benjamin Weger             | +1:04,2 | 0+1+0+1      |
| 0     |                            |         |              |
| 13    | Roman Rees                 | +1:34,5 | 1+0+0+0      |
| 14    | Johannes Kühn              | +1:35,1 | 0+0+2+1      |
| 18    | Erik Lesser                | +1:46,8 | 0+0+0+2      |
| 20    | Lukas Hofer                | +1:48,2 | 1+3+0+0      |
| 22    | Benedikt Doll              | +1:57,7 | 0+0+1+2      |
| 24    | Philipp Nawrath            | +1:59,2 | 0+1+2+0      |
| 29    | Philipp Horn               | +2:04,0 | 1+2+0+0      |
| 42    | Dominik Windisch           | +3:13,0 | 1+2+1+0      |
| 43    | Thierry Langer             | +3:13,2 | 2+0+1+2      |
| 44    | Thomas Bormolini           | +3:14,9 | 1+0+2+1      |
| 51    | Felix Leitner              | +4:15,5 | 3+1+1+0      |
| DNS   | Sebastian Stalder          |         |              |

Gemeldet: 60, nicht am Start: 3
In einem sehr spannenden Verfolgungsrennen gewann Vetle Christiansen sein zweites Weltcuprennen, Samuelsson und Jacquelin entschieden auf der Zielgeraden die weiteren Podestplätze unter sich. Die Plätze vier bis sieben wurden im Zielsprint allesamt unter eher überraschenden Läufern aufgeteilt, Simon Eder konnte hier als einziger alle 20 Scheiben treffen und war bester Österreicher. Tommaso Giacomel sortierte sich als siebter einen Platz hinter dem Veteranen ein, Benjamin Weger konnte wieder die Top 10 erreichen. Roman Rees wurde auf Rang 13 bester Deutscher. Durch seinen Sieg übernahm Christiansen die Weltcupführung und wird im Sprint von Hochfilzen im gelben Trikot antreten.

### Staffel

#### Männer
Start: Samstag, 4. Dezember 2021, 15:10 Uhr
| Platz | Land        | Sportler                                                                        | Zeit      | Strafrunden + Nachlader         |
| ----- | ----------- | ------------------------------------------------------------------------------- | --------- | ------------------------------- |
| 1     | Norwegen    | Sivert Guttorm Bakken Tarjei Bø Johannes Thingnes Bø Vetle Sjåstad Christiansen | 1:14:09,3 | 0+0 0+0 0+1 0+0 0+0 0+0 0+1 0+2 |
| 2     | Frankreich  | Fabien Claude Émilien Jacquelin Simon Desthieux Quentin Fillon Maillet          | +11,2     | 0+1 0+1 0+3 0+2 0+0 0+1 0+0 0+0 |
| 3     | Russland    | Said Karimulla Chalili Daniil Serochwostow Alexander Loginow Eduard Latypow     | +45,9     | 0+0 0+3 0+0 0+2 0+0 0+0 0+1 1+3 |
| 4     | Deutschland | Erik Lesser Roman Rees Benedikt Doll Philipp Nawrath                            | +1:07,8   | 0+0 0+0 0+1 0+2 0+1 0+1 0+0 0+1 |
| 5     | Ukraine     | Artem Pryma Dmytro Pidrutschnyj Bohdan Zymbal Anton Dudtschenko                 | +1:28,5   | 0+0 0+0 0+0 0+0 0+0 1+3 0+2 0+1 |
| 6     | Belarus     | Sergei Botscharnikow Dsmitryj Lasouski Maksim Warabej Anton Smolski             | +2:07,5   | 0+3 0+3 0+3 0+0 0+0 0+2 0+0 0+0 |
| 7     | Schweden    | Peppe Femling Jesper Nelin Martin Ponsiluoma Sebastian Samuelsson               | +2:30,8   | 1+3 0+1 0+3 0+2 0+1 0+2 0+3 0+0 |
| 8     | Italien     | Thomas Bormolini Tommaso Giacomel Lukas Hofer Dominik Windisch                  | +2,31:0   | 0+2 0+2 0+1 0+0 0+2 0+0 0+3 2+3 |
| 9     | Schweiz     | Sebastian Stalder Benjamin Weger Niklas Hartweg Joscha Burkhalter               | +3:01,6   | 0+0 0+1 0+2 0+0 0+0 0+2 0+3 0+1 |
| 10    | Rumänien    | George Buta Dmitri Schamajew Cornel Puchianu Raul Flore                         | +3:26,9   | 0+0 0+3 0+0 0+0 0+0 0+2 0+0 0+1 |
| 0     |             |                                                                                 |           |                                 |
| 16    | Belgien     | Florent Claude Thierry Langer César Beauvais Tom Lahaye-Goffart                 | +5:05,5   | 0+0 0+1 0+1 0+1 0+2 0+0 0+1 1+3 |
| 17    | Österreich  | David Komatz Simon Eder Magnus Oberhauser Felix Leitner                         | +5:13,2   | 0+0 0+0 0+0 0+1 3+3 0+3 0+0 1+3 |

Gemeldet und am Start: 27 Nationen 
 Überrundet: 5 
 Disqualifiziert:  Moldau
Norwegen gewann das erste Staffelrennen der Saison vor Frankreich und Russland, wobei der russische Schlussläufer Latypow beim letzten Schießen noch gemeinsam mit dem Norweger Christiansen auf der Matte stand, aber dann eine Strafrunde schoss und auf Platz 3 zurückfiel. Deutschland erreichte dank eines kompakten Gesamtauftrittes Rang 4, auch die Schweiz und Italien erreichten Top-10-Ergebnisse. Österreich musste durch Felix Leitner und den nachgerückten Magnus Oberhauser insgesamt vier Strafrunden laufen und fand sich auf Platz 17 wieder, einen Platz hinter einer insgesamt gut aufgestellten belgischen Staffel, die erstmals seit fast einem Jahr nicht überrundet wurde.

Norwegen führte die Nationenwertung vor Frankreich und Russland weiter an.

#### Frauen
Start: Sonntag, 5. Dezember 2021, 12:35 Uhr
| Platz | Land        | Sportler                                                                                | Zeit      | Strafrunden + Nachlader            |
| ----- | ----------- | --------------------------------------------------------------------------------------- | --------- | ---------------------------------- |
| 1     | Frankreich  | Anaïs Bescond Anaïs Chevalier-Bouchet Julia Simon Justine Braisaz-Bouchet               | 1:10:30,3 | 0+0 0+2 0+0 0+0 0+1 0+0 0+1 0+0    |
| 2     | Belarus     | Iryna Leschtschanka Dsinara Alimbekawa Jelena Krutschinkina Hanna Sola                  | +57,9     | 0+0 0+0 0+0 0+0 0+2 0+1 0+1 0+2    |
| 3     | Schweden    | Linn Persson Mona Brorsson Elvira Öberg Hanna Öberg                                     | +1:09,6   | 0+1 0+1 0+0 2+3 0+2 0+1 0+1 0+2    |
| 4     | Norwegen    | Emilie Ågheim Kalkenberg Tiril Eckhoff Ingrid Landmark Tandrevold Marte Olsbu Røiseland | +1:09,8   | 0+0 0+1 0+1 1+3 0+0 0+1 0+0 0+1    |
| 5     | Deutschland | Vanessa Voigt Denise Herrmann Janina Hettich Franziska Preuß                            | +1:26,8   | 0+0 0+0 0+1 0+2 0+0 0+0 0+1 0+0    |
| 6     | Italien     | Lisa Vittozzi Dorothea Wierer Samuela Comola Michela Carrara                            | +2:58,3   | 0+1 0+1 0+1 1+3 0+0 0+0 0+3 0+1    |
| 7     | Tschechien  | Jessica Jislová Eva Puskarčíková Markéta Davidová Lucie Charvátová                      | +2:59,0   | 0+0 0+0 0+3 0+0 0+1 0+2 0+1 1+3    |
| 8     | Russland    | Kristina Reszowa Larissa Kuklina Swetlana Mironowa Uljana Nigmatullina                  | +3:10,6   | 0+0 0+0 0+2 0+1 0+2 0+2 0+1 0+2    |
| 9     | Schweiz     | Amy Baserga Lena Häcki Aita Gasparin Selina Gasparin                                    | +4:07,2   | 0+0 0+3 0+1 0+3 0+1 1+3 0+0 0+1    |
| 10    | Ukraine     | Anastassija Merkuschyna Julija Dschyma Darija Blaschko Olena Bilossjuk                  | +4:17,7   | 0+0 0+1 0+3 0+2 0+1 0+3 0+0 0+1    |
| 0     |             |                                                                                         |           |                                    |
| 17    | Österreich  | Christina Rieder Dunja Zdouc Anna Juppe Lisa Hauser                                     |           | 0+0 0+1 0+0 0+0 0+0 1+3 überrundet |

Gemeldet: 23 Nationen 
 Nicht am Start:  Slowakei 
 Überrundet: 6 
 Disqualifiziert:  Südkorea
Frankreich konnte dank gutem Schießen und einer sehr guten Laufform zum ersten Mal seit Jahresbeginn 2019 eine Damenstaffel gewinnen, die belarussische Staffel konnte sich ebenso souverän auf Platz zwei festsetzen. Zwischen Schweden und Norwegen gab es einen Zielsprint um Platz 3, den Hanna Öberg gegen Marte Olsbu Røiseland gewinnen konnte, obwohl die schwedische Staffel durch zwei Strafrunden von Mona Brorsson schon eher zurückgeworfen wurde. Deutschland, Italien und die Schweiz konnten die Top 10 erreichen, Österreich musste sich wegen miserabler Laufleistungen schon nach dem Wechsel auf Lisa Hauser überrunden lassen.

Schweden führte die Nationenwertung weiter an, Frankreich und Belarus schoben sich auf Rang 2 und 3.

## Auswirkungen
| Rang | Name                       | Punkte | Siege | Verän- derung |
| ---- | -------------------------- | ------ | ----- | ------------- |
| 1    | Vetle Sjåstad Christiansen | 178    | 1     |               |
| 2    | Sebastian Samuelsson       | 175    | 2     |               |
| 3    | Johannes Thingnes Bø       | 154    | 0     |               |
| 4    | Émilien Jacquelin          | 151    | 0     |               |
| 5    | Eduard Latypow             | 139    | 0     |               |
| 6    | Tarjei Bø                  | 130    | 0     |               |
| 7    | Simon Desthieux            | 120    | 0     |               |
| 8    | Quentin Fillon Maillet     | 116    | 0     |               |
| 9    | Sivert Guttorm Bakken      | 114    | 0     |               |
| 10   | Fabien Claude              | 108    | 0     |               |

| Rang | Name                    | Punkte | Siege | Verän- derung |
| ---- | ----------------------- | ------ | ----- | ------------- |
| 1    | Lisa Hauser             | 177    | 1     |               |
| 2    | Marte Olsbu Røiseland   | 168    | 1     |               |
| 3    | Dsinara Alimbekawa      | 160    | 0     |               |
| 4    | Elvira Öberg            | 147    | 0     |               |
| 5    | Anaïs Chevalier-Bouchet | 140    | 0     |               |
| 6    | Markéta Davidová        | 134    | 1     |               |
| 7    | Franziska Preuß         | 134    | 0     |               |
| 8    | Denise Herrmann         | 130    | 0     |               |
| 9    | Hanna Öberg             | 128    | 1     |               |
| 10   | Hanna Sola              | 124    | 0     |               |

## Debütanten
Folgende Athleten nahmen zum ersten Mal an einem Biathlon-Weltcup teil. Dabei kann es sich sowohl um Individualrennen, als auch um Staffelrennen handeln.
| Männer           | Frauen                                    |
| ---------------- | ----------------------------------------- |
| Lovro Planko     | Hannah Auchentaller                       |
| Zhang Chunyu     | Ding Yuhuan                               |
| Dmitri Schamajew | Natalja Uschkina                          |
| Wassili Tomschin | Zuzana Remeňová (Staffel nicht gestartet) |
| Ässet Düissenow  |                                           |